# Polyalthia australis
Polyalthia australis är en kirimojaväxtart som först beskrevs av George Bentham, och fick sitt nu gällande namn av L.W. Jessup. Polyalthia australis ingår i släktet Polyalthia och familjen kirimojaväxter. Inga underarter finns listade i Catalogue of Life.